# George Fleitz
George Fleitz es un deportista estadounidense que compitió en vela en la clase Star. Ganó dos medallas de oro en el Campeonato Mundial de Star, en los años 1941 y 1946.

## Palmarés internacional
| Campeonato Mundial | Campeonato Mundial           | Campeonato Mundial | Campeonato Mundial |
| Año                | Lugar                        | Medalla            | Clase              |
| ------------------ | ---------------------------- | ------------------ | ------------------ |
| 1941               | Los Ángeles (Estados Unidos) | Medalla de oro     | Star               |
| 1946               | La Habana (Cuba)             | Medalla de oro     | Star               |